# هانس هربرت أولريش
هانس هربرت أولريش (بالألمانية: Hans-Herbert Ulrich)‏ هو منتج أفلام وكاتب ألماني، ولد في 13 مارس 1886 في Świebodzice ‏ في بولندا، وتوفي في 1971 في ميونخ في ألمانيا.

## وصلات خارجية
- هانس هربرت أولريش على موقع IMDb (الإنجليزية)
- هانس هربرت أولريش على موقع ألو سيني (الفرنسية)
- هانس هربرت أولريش على موقع كينوبويسك (الروسية)